# Dor (film)
Dor (hindi: डोर, urdu: ڈور, dosł.Sznur, inaczej „Dorr”) – bollywoodzki dramat psychologiczny i obyczajowy napisany i wyreżyserowany w 2006 roku przez twórcę Iqbal Nagesh Kukunoora. Podobnie jak film Perumazhakkalam, który był inspiracją dla reżysera utwór zyskał uznanie krytyki. Tematem filmu jest historia dwóch kobiet, które los złączy ze sobą dramatycznie. Film porusza problemy miłości, utraty kogoś bliskiego, godzenia się z nią, nadziei na zmianę w życiu. Pokazuje dorastanie do przyjaźni, do wolności. Mierzy się z charakterystycznym dla Indii problemem wykluczania wdowy z życia społecznego. Tłem są niezwykle barwne krajobrazy Himachal Pradesh i Radżastanu.

## Obsada
- Ayesha Takia – Meera
- Gul Panag – Zeenat
- Shreyas Talpade – Behroopiya
- Rushad Rana – Amir
- Anirudh Jaykar – Shankar

## Film kręcono
- Himachal Pradesh – Indie
- Dżodhpur w Radżastanie – Indie

## Fabuła
Himachal Pradesh. Górska wioska. Zeenat (Gul Panag) i Amir, para młodych muzułmanów decyduje się na ślub wbrew woli jego rodziców. Wkrótce potem Amir wyjeżdża do pracy w Arabii Saudyjskiej. Dla Zeenat niezależnej, twardej, doświadczonej w dzieciństwie młodej żony zaczyna się czas osamotnienia, czekania na męża. W tym samym czasie w innej części Indii w Radżastanie w mieście Dżodhpur młodziutka, niewinna, pełna ufności Meera (Ayesha Takia) ze łzami w oczach rozstaje się ze swoim niedawno poślubionym mężem Shankarem. Podobnie jak Amir wyjeżdża on licząc na wyższy zarobek w Arabii Saudyjskiej. Mężczyźni spotykają się na obczyźnie i mimo iż są różnej wiary, mówią innymi językami, jednoczy ich to, że pochodzą z Indii. Zamieszkują ze sobą, zaprzyjaźniają się. Kobiety czekają. Tęsknią. Od listu do listu. Ciesząc się z rzadka głosem w telefonie. Aż do momentu, gdy głos w telefonie nie jest już głosem męża żadnej z nich. Aż do chwili, gdy każda z nich dowiaduje się przez telefon o tragedii, do której doszło na obczyźnie. Meera mdleje słysząc o tym, że jej ukochany Shankar nie żyje. Zeenat dowiaduje się, że Amir został skazany na śmierć za zabicie Shankara. Uratować go można jedynie powołując się na prawo łaski. Warunkiem zastosowania go jest okazanie mu miłosierdzia przez wdowę po zabitym. Zrozpaczona Zeenat rusza w podróż. Za wszelką cenę chce odnaleźć Meerę i wybłagać u niej życie swojego męża.

## Piosenki do muzykiSalim Sulaimana
1. „Yeh Honsla” – Salim Merchant, Shafqat Amanat Ali Khan
2. „Imaan Ka Asar” – Sunidhi Chauhan, Shreya Ghoshal
3. „Kesariya Balam” – Karsan Sagathiya
4. „Expression Of Love” – Trilok Gurtu
5. „Allah Hoo Allah Hoo” -Salim Merchant
6. „Piya Ghar Aaya” – Pratichee
7. „Dor Theme” – Salim Merchant, Rakesh Chaurasiya

## Nagrody
- 2006, Star Screen Nagroda Krytyków dla Najlepszej Aktorki – Ayesha Takia
- 2006, Star Screen Nagroda za Najlepszą rolę Komediową – Shreyas Talpade
- 2007, Stardust Nagroda dla Najlepszej Aktorki Drugoplanowej – Ayesha Takia
- 2007, Stardust Nagroda dla Najlepszej Aktorki – Gul Panag
- 2007, BFJA Nagroda dla Najlepszej Aktorki – Ayesha Takia
- 2007, Zee Cine Nagroda Krytyków dla Najlepszej Aktorki – Ayesha Takia i Gul Panag